# Konventikel
Ett konventikel (lat. conventiculum, dim. av conventus, "sammankomst") är särskilt inom frikyrkliga sammanhang ett bönemöte som hålls i andra lokaler än i kyrkan, som t.ex. hemmet. 
Dessa sammankomster började hållas i och med pietismen. Denna rörelses upphovsman, Philipp Jacob Spener, förordade sammankomster av mera privat natur (collegia pietatis) bland annat för att fördjupa det religiösa livet. De var avsedda för bön och bibelordets betraktande, varvid en icke-prästman kunde vara ledare. Speners mening var ingalunda att därmed åstadkomma söndring från den lagliga kyrkan eller missaktning för dess prästerskap, gudstjänster och ordningar. Efter Speners död (1705) visade det sig dock alltmer att detta verkligen blev fallet. Redan under hans livstid uppstod vad som ansågs som oordning genom dessa så kallade konventiklar. Kyrkans prästerskap uppträdde i allmänhet fientligt emot dem och sökte förhindra dem. Konventiklar förbjöds i England 1664, ett förbud som upphävdes genom toleransediktet av år 1689. I Danmark-Norge infördes ett förbud mot konventiklar 1741, upphävt i Norge 1842 och i Danmark 1846.
I Sverige började de förekomma egentligen först under Karl XII:s regering, men i Finland blev redan 1689 tre män, före detta prästen Lars Ulstadius, magister Peter Schaefer och studenten Olof Ulhegius, anklagade inför Åbo domkapitel för "pietistiska villoläror och oordningar" och satta i fängsligt förvar. 1694 fann sig Karl XI föranlåten att i ett edikt på tyska förbjuda alla sina undersåtar i de tyska provinser, som lydde under Sveriges krona, men i synnerhet präster och lärare, att anordna "hemliga conventicula".